# Zdolbuniv
Zdolbuniv (em ucraniano:  Здолбу́нів, em russo:  Здолбунов, em polonês/polaco:  Zdołbunów) é uma cidade da Ucrânia, situada no Oblast de Rivne. Tem 12,49 km² de área e sua população em 2020 foi estimada em 24.806 habitantes.